# 方文权
方文权 (1969年5月13日—)是一位澳大利亚华人企业家，持有香港永久居民身份证。

## 生平
1969年出生于广东揭阳市惠来县，父亲是抗美援朝医护人员，母亲是基层医院后勤人员。1998年考入深圳大学，后留学悉尼大学。1993年创建跨国制药投资天大集团，旗下拥有上市企业天大药业。2005年创建公益战略智库天大研究院。2010年考入清华大学，2012年天大研究院和清华大学合作成立“清华大学国家战略研究院”。